# Francesc Nicolau i Pous
Francesc Nicolau i Pous (Molins de Rei, 24 d'agost del 1930) és un sacerdot, matemàtic, professor universitari i destacat divulgador científic català.
Llicenciat en teologia i ciències exactes, ha destacat per una intensa activitat com a divulgador científic, dirigida tant als infants (amb les seves col·laboracions a Cavall Fort) com als adults. Francesc Nicolau ha exercit, també, com a professor de Filosofia de la naturalesa a la Facultat Eclesiàstica de Filosofia de Barcelona i de matemàtiques i ciències al Seminari Menor de Barcelona.
La seva tasca de divulgació científica ha rebut diversos premis i reconeixements. Així, el 2013 se li va fer un acte d'homenatge per part del Museu Geològic del Seminari de Barcelona, l'Associació d'Amics de dit Museu, i la Facultat de Filosofia de la Universitat Ramon Llull. I l'ajuntament de Sant Feliu de Llobregat li atorgà l'any 2000 el guardó Rosa de la Ciutat. El 2011 se li concedí el Premi Crítica Serra d'Or de Recerca en reconeixement de la tasca que va tirar endavant a 'La intimitat de la matèria' pel llenguatge entenedor que ha utilitzat per parlar de ciència.